# Santo André (Montalegre)
Santo André (IPA: [sɐ̃twɐ̃ˈdɾɛ]) is een plaats (freguesia) in de Portugese gemeente Montalegre en telt 271 inwoners (2001).